# Lya Lys
Lya Lys, geboren als Natalia Margoulies (auch Margulies geschrieben; * 18. Mai 1908 in Berlin, Preußen, Deutsches Reich; † 2. Juni 1986 in Newport Beach, Orange County, Kalifornien, USA), war eine russisch- und französischstämmige, naturalisierte US-Schauspielerin.

## Leben und Wirken
Über Lya Lys kursierten viele Jahre lang falsche und widersprüchliche Informationen. Anders als oft behauptet wurde sie nicht als Nathalie Lyecht geboren. Ihr Vater war ein Bankier mit Namen Marg(o)ulies und hielt sich zum Zeitpunkt ihrer Geburt 1908 in Berlin auf. Ihre Mutter war eine französische Kinderärztin namens Ina Blumenfeld. Kurz nach Ausbruch der Feindseligkeiten, die Anfang August 1914 zum Ausbruch des Ersten Weltkriegs führten, mussten ihre Eltern, die als Russe bzw. Französin nunmehr Deutschlands Feindnationen angehörten, Berlin fluchtartig verlassen und ließen sich mit ihrer Tochter schließlich in Frankreich nieder. Eine Zeitlang wuchs Natalia in der Schweiz auf. An der Sorbonne soll sie, laut einem Nachruf in der Los Angeles Times, Sprachen studiert haben.
In Paris suchte die 21-Jährige, die ihren Vornamen nunmehr an das französische „Nathalie“ anpasste, Anschluss an den (noch stummen) Film. Ihre erste Rolle gab ihr Julien Duvivier in seiner international besetzten Romanverfilmung Irene Rysbergues große Liebe. Nach einem ebenso späten wie unbedeutenden deutschen Stummfilm von 1930, Moral um Mitternacht, in dem sie eine Nebenrolle an der Seite von Gustav Diessl und Camilla Horn spielte, wurde Lya Lys noch im selben Jahr schlagartig bekannt durch ihren Auftritt in Luis Buñuels legendärem, surrealistischen Experimentalfilm Das goldene Zeitalter. Obwohl sie dort die Hauptrolle verkörperte, gelang es Lya Lys nicht, ihre Karriere weiterzuentwickeln. Sie spielte anschließend an der Seite von Buster Keaton in einer deutschen und einer französischen Version eines seiner US-Filme und übersiedelte daraufhin in die Vereinigten Staaten, wo sie kurzzeitig (1931) mit dem US-Schauspieler George Morton (1908–1966) verheiratet war.
In zweiter Ehe ehelichte Lya Lys den Geschäftsmann Percy S. Montague und nahm seinen Nachnamen an. 1933 wurde Lya Lys in Kalifornien eingebürgert und nannte sich nunmehr offiziell Nathalie Margoulis Montague. Doch auch diese Ehe hielt nur kurz. Als Schauspielerin trat Lya Lys weiterhin unter ihrem Künstlernamen auf, jedoch schrumpften ihre Rollen bald bisweilen auf Chargenformat. In manchen Produktionen wie etwa dem Abenteuerfilm Bengali mit Gary Cooper wurde ihr Name nicht einmal im Vorspann genannt. Eine etwas größere Rolle war ihr Anfang 1939 im ersten großen antinazistischen Propagandafilm Hollywoods, Ich war ein Spion der Nazis, beschieden. Gegen Ende desselben Jahres sah man sie in der Gruselmär Das zweite Leben des Dr. X mit Humphrey Bogart „als vampirischer Titelheld“. Bereits im Jahr darauf (1940) beendete Lya Lys ihre alles in allem eher glanzlos verlaufene Filmkarriere und heiratete im Januar desselben Jahres in Las Vegas zum dritten Mal, diesmal den Automatenhersteller John Gunnerson aus Chicago.
Die nachfolgenden Jahre blieben lange Zeit im Dunkeln verborgen. Es folgten massive finanzielle Rückschläge, nachweisbar ist 1943 eine schreibende Tätigkeit Lys‘ bei der Associated Press. Zu dieser Zeit verfasste sie für mehrere Provinzblätter Mode- und Schminktipps. Ebenfalls 1943 Jahr trennte sie sich von Gunnerson in einer Blitzscheidung. 1954 heiratete Lya Lys in Florida ein weiteres Mal, diesmal einen gewissen George Feit; diese Ehe hielt bis zu ihrem Tod.

## Filmografie (komplett)
- 1929: Irene Rysbergues große Liebe (Maman Colibri)
- 1930: Moral um Mitternacht
- 1930: Das goldene Zeitalter (L'âge d'or)
- 1930: Soyons gai
- 1931: Casanova wider Willen
- 1931: Buster se marie
- 1933: Clear all Wires!
- 1933: The Big Brain
- 1933: Jimmy and Sally
- 1934: Bengali (The Lives of a Begal Lancer)
- 1935: George White‘s 1935 Scandals
- 1935: La veuve joyeuse
- 1935: Fräulein Wirbelwind (Vagabond Lady)
- 1937: Wer ist Martin Mills? (The Great Gambini)
- 1938: My Dear Miss Aldrich
- 1938: Gauner mit Herz (The Young in Heart)
- 1939: Ich war ein Spion der Nazis (Confessions of a Nazi Spy)
- 1939: Das zweite Leben des Dr. X (The Return of Doctor X)
- 1940: Murder in the Air